# Stokeham
Stokeham is een civil parish in het bestuurlijke gebied Bassetlaw, in het Engelse graafschap Nottinghamshire. In 2001 telde het dorp 46 inwoners. Stokeham komt in het Domesday Book (1086) voor als Estoches.